# Saison 2012-2013 de Liège Basket
La saison 2012-2013 de Liège Basket est la 46e saison du club et la 13e saison dans l'élite.

## Effectif
| No | Joueur                 | Poste    | Taille (cm) | Naissance  | Nationalité |
| -- | ---------------------- | -------- | ----------- | ---------- | ----------- |
| 6  | Maxime Gaudoux         | F        | 200         | 19/06/1990 | Belgique    |
| 7  | Ioann Iarochevitch     | C-F      | 205         | 31/05/1989 | Belgique    |
| 8  | Olivier Troisfontaines | G-F      | 192         | 26/10/1989 | Belgique    |
| 9  | Geoffrey Hockins       | G        | 188         | 28/01/1988 | Belgique    |
| 10 | Yoann Hertay           | G        | 178         | 28/04/1990 | Belgique    |
| 11 | Gary Ware              | C        | 206         | 01/09/1989 | États-Unis  |
| 12 | Lionel Bosco           | G (Capt) | 173         | 18/09/1981 | Belgique    |
| 13 | Pierre-Antoine Gillet  | F-C      | 202         | 16/04/1991 | Belgique    |
| 14 | Gérald Henrard         | C        | 207         | 31/07/1993 | Belgique    |
| 15 | Wen Mukubu             | F        | 197         | 02/08/1984 | Belgique    |
| 22 | Raphael Allemand       | G        | 200         | 09/06/1993 | Belgique    |
| 23 | BJ Monteiro            | G-F      | 198         | 03/03/1990 | États-Unis  |
| 24 | Andre Williamson       | F        | 201         | 13/10/1989 | États-Unis  |

Coach : Fulvio Bastianini ( Belgique)